# Prefektura apostolska Wysp Marshalla
Prefektura Apostolska Wysp Marshalla (łac.: Apostolica Praefectura Insularum Marshallensium, ang. Apostolic Prefecture of Marshall Islands) – rzymskokatolicka prefektura apostolska z siedzibą w Majuro na Wyspach Marshalla. Katedrą diecezjalną jest katedra Wniebowzięcia Najświętszej Maryi Panny w Majuro.
Podlega metropolii Hagåtña na Guam i obejmuje państwo Wyspy Marshalla.

## Historia
W 1905 utworzono misję sui iuris Wysp Marshalla. Dotychczas wierni z tych terenów należeli do wikariatu apostolskiego Nowego Pomorza (obecnie archidiecezja Rabaul). 4 maja 1923 misja sui iuris Wysp Marshalla została skasowana, a jej terytorium włączone do wikariatu apostolskiego Marianów, Karolinów i Wysp Marshalla (obecnie diecezja Karolinów).
23 kwietnia 1993 utworzono prefekturę apostolską Wysp Marshalla.

## Ordynariusze

### Superior
- Bruno Schinxe MSC (1905–1915)

### Prefekci apostolscy
- James C. Gould SJ (1993–2007)
- Raymundo Sabio MSC (2007–2017)
- Ariel Galido MSC (2017–2025)
- Tamati Alefosio Sefo MSC (od 2025)